# Peercasting
Peercasting es un método de transmisiones mediante multidifusión, usualmente audio y/o video, a través del protocolo peer-to-peer. Puede ser usado para multidifusión comercial, independiente o amateur. A diferencia de la tradicional multidifusion por IP, peercasting facilita el envío de contenido de video bajo demanda.
Una de las ventajas del Peercasting es la compartición de ancho de banda entre los diferentes usuarios. Esto permite que un usuario con un ancho de banda bajo pueda transmitir el contenido de su elección gracias a que otros usuarios le transmiten el ancho de banda suficiente para hacerlo.

## Funcionalidad
- Al ser una arquitectura P2P tenemos flujos de datos transmitidos de igual a igual. Luego las conexiones entre pares se negocian en una red superpuesta P2P;este método tiene poca calidad de servicio ya que puede sufrir si ocurre una desconexión de relés o cuando los pares cambian a un nuevo relé.

- Enjambre de minutos (en inglés minute swarming). Los archivos se dividen en segmentos de un minuto que son distribuidos por un cliente de igual a igual,  P2P (peer-to-peer). Por ejemplo bitTorrent, Coral o Dijer. Este método puede llegar a altas tasas de transferencia con cierto número de usuarios, la desventaja es que se puede sobrecargar por la creación de nuevos enjambres cada minuto.

- Dividir la transmisión en vivo en sub transmisiones. De igual forma que los datos se seccionan en las unidades en una configuración RAID 0 . Los datos de sincronización y corrección de errores para el reenvío se separan de los otros flujos de datos. Generalmente el flujo puede recuperarse de uno o más relés caídos por la conmutación de relés.

- Uso de un Búfer para permitir que los pares al cambiar de relé se inicien desde donde se detuvo la reproducción. Lo que permitiría a los clientes conectarse a una nueva transmisión y resumir desde donde se fueron en la vieja transmisión

## El software utilizado para peercasting

### Libre y software de código abierto
- Alluvium (peercasting)

- Freecast
- Tribler
- PULSE

### Propietario
- Rawflow
- Rojo Swoosh
- PPStream
- peerCast (Aplicación)